# إيمان فاضل
إيمان فاضل (1985-1 مارس 2019)؛ عارضة أزياء مغربية-إيطالية، كانت الشاهدة الرئيسية في محاكمة رئيس الحكومة الإيطالية الأسبق سيلفيو برلسكوني في العام 2012، الذي اتُهم بمارسة الجنس المأجور مع مومس دون السن القانونية. وأدّت شهادتها، إلى إدانة برلسكوني في تلك المحاكمة بالحكم عليه بالسجن لمدة سبع سنوات بتهمتي استغلال السلطة وإغواء القاصرات.

## وفاتها
أعلن عن وفاتها يوم الجمعة 1 مارس 2019، في مستشفى بمدينة ميلانو، وقال محاميها أنها ماتت مسمومة. وذكرت وسائل الإعلام الإيطالية أنه عُثِّر على مزيج من المواد المشعة في دمها. وشرعت السلطات الإيطالية في فتح تحقيق لكشف سبب وفاتها الغامض.